# Sporophila luctuosa
Sporophila luctuosa là một loài chim trong họ Thraupidae.